# Niculae Frânculescu
Niculae Frânculescu (n. 1925 – d. 17 ianuarie 1993) a fost un scriitor român.

## Biografie
Nicolae Frânculescu a publicat în 1975 în Colecția Cutezătorii de la Editura Albatros primul roman românesc în genul western, Colții șacalului.
Continuarea romanului este La Sud de Rio Bravo în 1980 publicat în aceeași colecție Cutezătorii. Ambele romane pretind că reproduc memoriile lui Ștefan Șercanu, un român care a călătorit prin Vestul sălbatic.
În 1988, romanele La Sud de Rio Bravo  și Colții șacalului au fost adaptate într-o bandă desenată de către Sandu Florea (sub pseudonimul Dorandu). Bandă desenată a apărut în revista Cutezătorii și conține seriile: La Sud de Rio Bravo - Corbul magic (8 pagini), La Sud de Rio Bravo - Laguna fantomelor (8 pagini), Colții șacalului - Furnicile ucigașe (8 pagini); scenariul: Niculae Frânculescu, desene: Dorandu (autorul desenelor menționat la capitolul Furnicile ucigașe). Seriile La Sud de Rio Bravo - Taverna lui Sanchez, În fața comisarului Parras, Evadarea, În gara Chaparros, Hartuiți de Parras, Calul-de-foc au fost publicate în revista "Carusel" numerele 5/1990, 4/1991, 8/1991, 10/1991, 11/1991.
Cu Sandu Florea a fondat revista Proteus.

## Lucrări scrise
- Mireasa din tablă și alte povestiri, 1969, Editura Pentru Literatură[9]
- Dudul rubiniu, 1970, Editura Tineretului[10]
- Colții șacalului (ca N. Frânculescu), 1975, Colecția Cutezătorii, Editura Albatros.[4][11] Coperta de Pompiliu Dumitrescu
- La Sud de Rio Bravo, 1980, Colecția Cutezătorii, Editura Albatros[4][12][13]
- Văduvele negre, 1981, Editura Cartea Românească[14]
- Gustul amar al iederei, Roman. 1982, Editura Militară[15]
- Aligatorii de oțel, 1984, Editura Cartea Românească[16]
- Valea Vulturilor, 1987, Editura Cartea Românească[17]
- Cu orice preț, 1988, Editura Militară[18]

### SeriaRio Bravo
- Seria western Rio Bravo, Editura Ulise, Colecția Western. Ilustrator: Sandu Florea. Seria a apărut sub egida revistei de benzi desenate Carusel.[19][20]
  - 1 - Cîntă lăstunii la defileul morții, 1990[21]
  - 2 - Polița lui Mulligam, 1990[22]
  - 3 - Sfîrșitul sheriff-ului Henry Warner, 1990[23]
  - 4 - Sînteți prea amabil domnule Billy King, 1991[24]
  - 5 - Marshall-ul Gerry în acțiune
  - 6 - Jefuirea băncii din Blue Town (Marshall-ul Gerry în acțiune), 1991[25]
  - 7 - La un pas de neființă, 1991[26]

### SeriaProteus
- Seria Proteus[8]
  - 1 - Ultima cetate de pe planeta Serpentia[27]
  - 2 - Misterul idolului de bronz[28]
  - 3 - Cetățile umblătoare[29]